# Puente de la Unidad (Campeche)
Die Puente de la Unidad („Brücke der Einheit“) im Südwesten des mexikanischen Bundesstaats Campeche ist die zweitlängste Straßenbrücke Mexikos und eine der längsten Brückenbauten Mittel- und Südamerikas. Eine parallel verlaufende knapp 40 Jahre alte Brücke aus dem Jahr 1982 steht noch, wird aber wegen starker Schäden an der Stahlbetonkonstruktion nicht mehr instand gehalten.

## Lage
Die Brücke überspannt eine ca. 3 km breite und gut 2 km lange Wasserstraße zwischen der Laguna de Términos und der Südküste des Golfs von Mexiko zwischen der Isla del Carmen und der Isla Aguada.

## Fakten
Die 3277 m lange, ca. 15,80 m breite und maximal etwa 20 m hohe zweispurige Straßenbrücke mit befestigtem Seitenstreifen ist ein Teil der entlang der Küste verlaufenden Nationalstraße 180; sie wurde aus vorgefertigten Betonelementen zusammengefügt und im Jahr 2019 für Straßenfahrzeuge aller Art geöffnet.